# Chorisepalum rotundifolium
Chorisepalum rotundifolium är en gentianaväxtart som beskrevs av Joseph Andorfer Ewan. Chorisepalum rotundifolium ingår i släktet Chorisepalum och familjen gentianaväxter. Inga underarter finns listade i Catalogue of Life.